# Strandklor
Strandklor (Lycopus) är ett växtsläkte i familjen kransblommiga växter.
I Sverige förekommer endast arten strandklo (L. europaeus). Tillfälligtvis har även stor strandklo (L. exaltatus) återfunnits i landet.

## Arter
- Lycopus americanus
- Lycopus amplectens
- Lycopus angustifolius
- Lycopus asper
- Lycopus cokeri
- Lycopus laurentianus
- Lycopus europaeus (strandklo)
- Lycopus exaltatus (stor strandklo)
- Lycopus rubellus
- Lycopus sherardii
- Lycopus uniflorus
- Lycopus virginicus